# كلاوديو برافو كاموس
كلاوديو برافو كاموس (بالإسبانية: Claudio Bravo)‏ (فالبارايسو، 8 نوفمبر 1936 - تارودانت، المغرب، 4 يونيو 2011) كان رسام تشيلى شديد الواقعية على الرغم من انه كان يصف نفسه بشديد السريالية وعلى عكس السابقين لم يستخدم التصوير كنموذج-، وعاش وعمل في المغرب منذ عام 1972 حتى يوم مماته.

## سيرته الذاتية

### السنوات الأولى من حياته
كان كلاوديو ينتمى إلى عائلة مزارعين وعاش معظم حياته في المنطقة الريفية بميليبيا. ودرس في مدرسة سان اجناسيو، لليسوعيون، سانتياغو (1945-1954) ورسم لاحقاً ودرس الرسم لبعض الوقت مع الرسام الأكاديمى ميغيل فينيغاس سيفونتس.
ومع ذلك، يُعد تعليم برافو في المقام الأول تعليمًا ذاتيًا.
وفي عام 1954، وقبل إن يكمل 17 من عمره أقام أول معرض خاص له في صالون تريسا في سانتياغو.
في عام 1955 كان يرقص مع فرقة باليه وعمل لدى مسرح إنسيو بالجامعة الكاثوليكية في تشيلى. ومنذ ذلك الحين تابع برافو حياته بين سانتياغو وكونثيبثيون، المدينة التي انتقل إليها عام 1959. وهناك تعرف على الفيلسوف لويس أويارزون والذي تلقى منه تعليمًا أثر على حياته بشدة.

### مسيرته العالمية
وفي 1960 أسس نفسه كرسام صور في مدريد حيث تم الاعتراف به فوراً وذلك لقدرته المذهلة على خلق الاحتمالية. وكان له مهارة في تقديم الأشياء والأشكال المعقدة والتي تذكرنا بفيلاثكيث.
في عام 1968، تلقى برافو دعوة من فرديناند ماركوس، والذي كان انذاك رئيساً للفلبين، لكى يرسمه هو وزوجته، إيميلدا ماركوس، بالإضافة إلي أعضاء من المجتمع الراقي الفليبينى ولكن في النهاية لم يقم برافو برسم اللوحة، لأنه لم يحبذ فكرة الرسم عن طريق الصور ولكنه كان يفضل وجود النموذج الذي سيقوم برسمه حى أمامه. وحسب ما جاء على لسانه أنه يجب التوصل إلى جوهر الشئ الذي يتم رسمه وهذا يتحقق فقط بوجود هذا النموذج حى أمام من يقوم برسمه.
في عام 1970 أصبح لديه أول معرض في معرض ستايمبفلى في نيويورك.
بعد لقاء وزيارة المغرب بصحبة النحات راؤول فالديفيسو، انتقل إلى طنجة في عام 1972 حيث اشترى منزلًا من ثلاثة طوابق يعود للقرن التاسع عشر. وهناك قام بهدم العديد من الجدران وقام بطلاء المتبقي منها باللون الأبيض حتى يقوى الضوء الأبيض المتوسط والذي كان حاضر جداً في أعماله.
تبرع برافو إلي متحف برادو بثلاثة عشر منحوتة يونانية- رومانية وأكثرهم قدماً تعود إلي القرن السادس قبل الميلاد وذلك في عام 2000. وعلى وجه التحديد يوم 24 مايو من ذلك العام، بعد فتح عينة التبرع لكلاوديو برافو، الملك خوان كارلوس وصوفيا فرضا الصليب الأكبر من وسام ألفونسو العاشر الحكيم للرسام.
طوال حياته كان لديه خمسون معرض خاص وشارك في الكثير من المعارض المشتركة وشكلت أعماله جزء من مجموعات في ثلاثين متحف.
وفي الرابع من يونيو عام 2011، توفى برافو في المغرب وهو في طريقه إلى المستشفى أثر نوبة الصرع التي تسببت في انسدادين في القلب وذلك وفقاً لما أخبرنا به بشير تابشيش صديقه ويده اليمنى منذ عام 1979.
وبقى المنزل ومتحف تارودانت حيث دُفن برافو في أيدى تابشيش لابنه في المعمودية راشد الذي رباه وأحبه مثل حفيد له، ولقد ترك الرسام «منزل طنجة مع حدائقه الإيطالية»;«المنزل القديم في مدينة مراكش، وهويعد من التراث المغربى، والذي تم التبرع بيه إلي إيران، فرح ديبا، صديقته العظيمة»; «وشقة في باريس أوصى بها لصديقه ومساعده وزميله رافائيل ثيدونشا» الرسام الإسبانى الواقعي.
وبجانب الرسام التشيلى المعاصر الأكثر ذكراً روبرت مات، كان برافو رسام ذو نجاح استثنائي وثورة كبيرة حيث كان لديه أربع فلل في المغرب وشقة في مانهاتن وفي عام 2004 قامت دار سوذبيز للمزادات ببيع لوحته وايت باكيج (1967) بأكثر من مليون دولار.
وبرافو«دائماً ما كانت لديه نوايا لعمل متحف في تشيلي مع مجموعته الخاصة وأغراضه الشخصية، مثل المنحوتات الرومانية وأعمال آندي وارهول، فرانسيس بيكون أو مانولو فالديس، واللك الصينية القديمة والزجاج الروماني، منحوتات لبوتيرو ورودين، وبنجامين ليرا وفيسنتي جاجاردو، ومجموعته الرائعة من الأثاث المعاصر» وكانت تدعمه مديرة القسم التشيلي مارلبورو جاليري، آنا ماريا ستاغنو. ولكنه فشل في تحقيق هذا المشروع، وفي إنشاء مؤسسة في إسبانيا.
1. ↑   https://www.nytimes.com/2011/06/13/arts/claudio-bravo-artist-who-blended-hyperrealism-and-classical-elements-dies-at-74.html. {{استشهاد ويب}}: |url= بحاجة لعنوان (مساعدة) والوسيط |title= غير موجود أو فارغ (من ويكي بيانات) (مساعدة)
2. ↑   https://www.boijmans.nl/en/collection/artworks/3478/the-itallian-chair. اطلع عليه بتاريخ 2024-04-19. {{استشهاد ويب}}: |url= بحاجة لعنوان (مساعدة) والوسيط |title= غير موجود أو فارغ (من ويكي بيانات) (مساعدة)
3. 1 2  Muere en Marruecos Claudio Bravo, el más destacado pintor chileno de los últimos años
4. 1 2  Bravo en la página de la Biblioteca del Museo Nacional de Bellas Artes, Artistas Plásticos Chilenos
5. ↑  Biografía de Bravo en Wallpapers.cl
6. ↑  ↑ Saltar a: a b Luis Antonio de Villena. En la muerte de Claudio Bravo
7. ↑  Claudio Bravo, fecha acceso = 06/04/2008, editorial = Pontificia Universidad Católica de Chile
8. ↑  Lista de obras donadas por Bravo
9. ↑  Reyes inauguran "La donación de Claudio Bravo" en museo del Prado
10. ↑  Toño Angulo Daneri. La última luz de Claudio Bravo
11. ↑  D. Espinoza y G. García. Fallece Claudio Bravo, el pintor chileno más famoso tras Matta
12. 1 2  Marilú Ortiz de Rozas. Primera exposición póstuma de Claudio Bravo en Nueva York
13. ↑  William Grimes. Claudio Bravo, Chilean Artist, Dies at 74

- ClaudioBravo.com
- Exposición de Bravo en el Museo de Bellas Artes
- White Package
- Exposición en la Marlborough Gallery